# Bob Rafelson

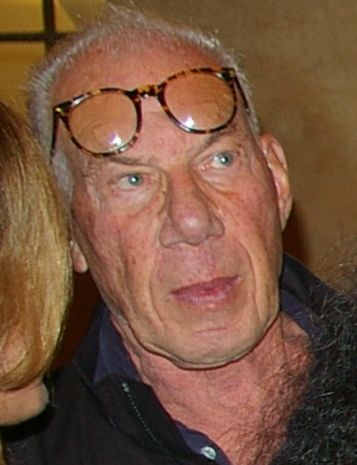
Bob Rafelson (2009)

Bob Rafelson (* 21. Februar 1933 in New York City, New York; † 23. Juli 2022 in Aspen, Colorado) war ein US-amerikanischer Filmregisseur, Drehbuchautor und Filmproduzent, der zu den wichtigen Filmemachern des New-Hollywood-Kinos zählte.

## Leben
Rafelson, dessen Vetter der Drehbuchautor Samson Raphaelson war, lehnte den Einstieg ins väterliche Textilgeschäft ab. Nachdem er sich mit Gelegenheitsjobs durchs Leben geschlagen hatte, studierte Rafelson Philosophie. Zum Film kam er über das Fernsehen. Als Filmproduzent gründete Rafelson 1965 zusammen mit dem Geschäftsmann Bert Schneider die Produktionsfirma Raybert Productions, später BBS Productions, die inspiriert von Filmbewegungen in Europa wie der Nouvelle Vague das amerikanische Filmgeschäft modernisieren wollte. Raybert Productions produzierten sieben Spielfilme in acht Jahren, neben Rafelsons eigenen Filmen auch die Filmklassiker Easy Rider und Die letzte Vorstellung.
Rafelson gewann 1967 einen Emmy Award für die von Raybert Productions produzierte Fernsehserie über die Popgruppe The Monkees, bei deren Kreation – es war die erste künstlich über das Fernsehen entstandene Popgruppe – er maßgeblich beteiligt war. Die farbenfrohe, schnelle und komödiantische Serie traf den Zeitgeist und wurde zu einem Welterfolg. Mit den Monkees drehte er auch seinen ersten Film Head (1968), für den Jack Nicholson das Drehbuch schrieb.
Rafelson gehört zu den jungen Regisseuren, die Ende der 1960er Jahre das eingeschlafene Hollywood mit anspruchsvollen Drehbüchern und Filmen revolutionierten und gehört damit zur Gruppe der Regisseure des New Hollywood. Sein wohl bekanntester Film Five Easy Pieces (1970) mit Nicholson in der Hauptrolle gehörte dann zu den Vorreitern des amerikanischen Autorenfilms. Für diesen Film wurde er in den Kategorien Bester Film (gemeinsam mit Richard Wechsler) und Bestes Drehbuch für den Oscar nominiert. Bei den New York Film Critics Circle Awards wurde er als Bester Regisseur geehrt.
Trotz seiner Erfolge blieb der als unkonventionell geltende Rafelson in Hollywood ein Außenseiter und musste oft um Finanzierung seiner Projekte kämpfen. Nachdem er 1976 mit einem jungen Arnold Schwarzenegger bei Mr. Universum zusammengearbeitet hatte, geriet seine Karriere in eine Krise, als er Ende der 1970er-Jahre von der Regie des Films Brubaker gefeuert wurde. In den 1980er- und 1990er-Jahren inszenierte er unter anderem im Thrillergenre die Filme Wenn der Postmann zweimal klingelt, Die schwarze Witwe und Blood and Wine. Bei insgesamt sieben Filmen arbeitete er mit seinem Freund Jack Nicholson zusammen. Er führte außerdem Regie bei dem Musikvideo zu dem Hit All Night Long (All Night) von Lionel Richie.
Nach der Regie von No Good Deed (2002), einem Neo-Noir nach einer Kurzgeschichte von Dashiell Hammett, zog sich Rafelson aus dem Filmgeschäft zurück. Der Regisseur war zweimal verheiratet und Vater von vier Kindern, wobei eine Tochter 1973 durch eine Gasofenexplosion starb. Bob Rafelson starb im Juli 2022 im Alter von 89 Jahren an Lungenkrebs im Wintersportort Aspen, wo er seinen Ruhestand verlebt hatte.

## Filmografie
Als Regisseur
- 1966–1968: The Monkees (Fernsehserie, Regie und Produktion)
- 1968: Head
- 1970: Five Easy Pieces – Ein Mann sucht sich selbst (Five Easy Pieces)
- 1972: Der König von Marvin Gardens (The King of Marvin Gardens)
- 1976: Mister Universum (Stay Hungry)
- 1981: Modesty
- 1981: Wenn der Postmann zweimal klingelt (The Postman Always Rings Twice)
- 1986: Für immer und ewig (Always)
- 1987: Die schwarze Witwe (Black widow)
- 1990: Land der schwarzen Sonne (Mountains of the moon)
- 1992: Man Trouble – Auf den Hund gekommen (Man Trouble)
- 1994: Erotic Tales – Regie der 7. Episode
- 1996: Blood and Wine – Ein tödlicher Cocktail (Blood and Wine)
- 1998: Aufruhr in Poodle Springs (Poodle Springs, TV)
- 2002: Afterthougts (TV)
- 2002: No Good Deed (The House on Turk Street)